# Ніклас Штарк
Ніклас Штарк (нім. Niklas Stark, нар. 14 квітня 1995, Нойштадт-на-Айші, Німеччина) — німецький футболіст, опорний півзахисник клубу «Вердер» та національної збірної Німеччини.

## Клубна кар'єра
Грати у футбол Ніклас Штарк починав у своєму рідному місті Нойштадт-на-Айші. Пізніше Штарк перейшов до футбольної школи клубу «Нюрнберг». У 2013 році Штарк закінчив навчання у школі і був заявлений до списку перешої команди клубу. У квітні 2013 року футболіст дебютував у Бундеслізі.
Вже наступний сезон Штарк почав як повноцінний гравець основи. ві грав як на позиції опорного півзахисника, так і на місці центрального захисника.
Влітку 2015 року Штарк перейшов до складу столичної «Герти», з якою підписав чотирирічний контракт.

## Збірна
У 2014 році Ніклас Штарк був капітаном юнацької збірної Німеччини (U-19),яка стала переможцем юнацького Євро для гравців віком до 19-ти років.
19 листопада 2019 року у матчі відбору до Євро-2020 проти команди Північної Ірландії Штарк дебютував у національній збірній Німеччини.

## Досягнення
Німеччиниа (U-19)
 Переможець чемпіонату Європу (U-19): 2014
 Переможець чемпіонату Європи (U-21): 2017